# J. T. Walsh
J. T. Walsh (* 28. September 1943 als James Thomas Patrick Walsh  in San Francisco, Kalifornien; † 27. Februar 1998 in La Mesa, Kalifornien) war ein US-amerikanischer Schauspieler.

## Leben vor dem Ruhm
Im Alter von fünf Jahren zog er mit seiner Familie für sieben Jahre auf eine Militärbasis in München und danach nach Stuttgart. Sein Vater, ein ziviler Rechnungsprüfer des Militärs, war ein strenges Familienoberhaupt. Er schickte James – und ein Jahr später seinen Bruder Christopher – auf das Jesuiten-Internat Clongowes Wood College in Irland, dem Land ihrer Vorfahren. Dort verbrachte James sechs Jahre, die ihn prägten.
Mit 19 Jahren begann er ein Studium an der Eberhard-Karls-Universität in Tübingen. Als sein Vater 1962 an einem Hirntumor starb, zog die Familie zurück in die USA nach Rhode Island, wo seine Mutter aufgewachsen war. Dort begann Walsh an der University of Rhode Island zu studieren, an der er in vielen Theateraufführungen mitwirkte. Zu dieser Zeit war er Präsident der Students for a Democratic Society („Studenten für eine demokratische Gesellschaft“), einer Organisation, die aus der Antikriegsbewegung der 1960er Jahre hervorging.
Nach seinem Studium, das Walsh mit einem Bachelor of Arts (BA) in Gesellschaftswissenschaften abschloss, arbeitete er als Sozialarbeiter, Verkäufer von Enzyklopädien, Grundschullehrer, Journalist, Restaurantleiter und als Barkeeper in einem der besten Fischrestaurants in Manhattan. Erst im Alter von 30 Jahren begann er seine Karriere als Schauspieler zunächst in Off-Broadway-Stücken, nachdem er 1974 von einem Theaterregisseur entdeckt worden war.

## Karriere
Eine seiner ersten Filmrollen hatte er erst 1983 im Alter von 39 Jahren in dem Film Kopfjagd. Seinen Durchbruch hatte er 1984 am Broadway als einer der korrupten Immobilienmakler in dem Stück Glengarry Glen Ross von David Mamet. In den folgenden 15 Jahren wirkte Walsh als vielbeschäftigter Schauspieler in über 50 Fernseh- und Spielfilmen sowie in zahlreichen Fernsehserien mit; u. a. in der mit einem Emmy ausgezeichneten Serie Dark Skies – Tödliche Bedrohung.
Der berühmte und einflussreiche US-amerikanische Fernsehkritiker Leonard Maltin charakterisierte Walshs Rollen einmal als die eines „angestellten, stillen, boshaften Widerlings“. In diesem Sinne verkörperte er meist unfreundliche, cholerische oder intrigante Charaktere. Er arbeitete unter anderem mit Regisseuren wie Woody Allen, Barry Levinson, David Mamet, Peter Hyams, Rob Reiner, Ron Howard, William Friedkin und John Dahl zusammen. Walsh äußerte sich einmal so, dass er hoffe, dem Beispiel des Schauspielers Gene Hackman folgen zu können und auch für komplexer strukturierte Figuren und substanziellere Rollen besetzt zu werden.
1997 war er für seine Verkörperung des Ray Percy in dem Fernsehfilm Hope als Bester Nebendarsteller für einen Emmy nominiert. Im gleichen Jahr spielte er als Antagonist von Kurt Russell in Jonathan Mostows Film Breakdown einen mordenden Truckfahrer.
In seinem letzten Lebensjahr wirkte Walsh u. a. in den Filmen Das Todeskomplott, Pleasantville – Zu schön, um wahr zu sein und in dem Thriller Verhandlungssache (englisch The Negotiator) mit. In Erinnerung an ihn wurden ihm diese Filme auch postum gewidmet. Auch den Film Outside Ozona widmete man ihm, da er ursprünglich die Rolle des Odell Parks hatte spielen sollen, jedoch kurz vor Produktionsbeginn verstarb. Walsh wurde danach durch Robert Forster ersetzt. 

## Sonstiges
Der Schauspieler hatte ursprünglich vor, die Initialen J und P seines Namens auch für seinen Künstlernamen zu verwenden. Während eines Castings wurde er jedoch irrtümlich als J. T. Walsh statt als J. P. Walsh angesprochen, und er übernahm diese Namensgebung, da ihm diese Buchstabenfolge in der Aussprache besser gefiel.
Walsh, der fließend Deutsch sprach, starb während eines Urlaubs im Alter von 54 Jahren an Herzversagen. Er hatte drei Geschwister (Christopher, Patricia und Mary) und hinterließ einen Sohn, den späteren Schauspieler John West. Während der 70. Academy-Award-Verleihung widmete Jack Nicholson seinen dritten Oscar, den er für seine Darstellung in der Filmkomödie Besser geht’s nicht erhalten hatte, unter anderem J. T. Walsh.

## Filmografie (Auswahl)
- 1982: Kleine Gloria – Armes reiches Mädchen (Little Gloria… Happy at Last)
- 1983: Kopfjagd (Eddie Macon’s Run)
- 1986: Hannah und ihre Schwestern (Hannah and Her Sisters)
- 1986: Power – Weg zur Macht (Power)
- 1987: Good Morning, Vietnam
- 1987: Tin Men
- 1987: Haus der Spiele (House of Games)
- 1988: Tequila Sunrise
- 1989: John Belushi – Sex & Drugs in Hollywood (Wired)
- 1989: The Big Picture
- 1989: Dad
- 1990: Moon 44
- 1990: Misery
- 1990: Das Rußland-Haus (The Russia House)
- 1990: Why me? – Warum gerade ich? (Why Me?)
- 1990: Narrow Margin – 12 Stunden Angst (Narrow Margin)
- 1990: Grifters (The Grifters)
- 1991: Iron Maze – Im Netz der Leidenschaft (Iron Maze)
- 1991: Backdraft – Männer, die durchs Feuer gehen (Backdraft)
- 1991: Der große Blonde mit dem schwarzen Fuß (True Identity)
- 1992: Contact (Kurzfilm)
- 1992: Eine Frage der Ehre (A Few Good Men)
- 1992: Jimmy Hoffa (Hoffa)
- 1992: Im Schatten eines Mörders (In the Shadow of a Killer)
- 1993: Red Rock West
- 1993: Loaded Weapon 1 (National Lampoon’s Loaded Weapon 1)
- 1993: In einer kleinen Stadt (Needful Things)
- 1993: Sniper – Der Scharfschütze (Sniper)
- 1993: Partners (Kurzfilm)
- 1994: Blue Chips
- 1994: Der Klient (The Client)
- 1994: Das Wunder von Manhattan (Miracle on 34th Street)
- 1995: Nixon
- 1995: Outbreak – Lautlose Killer (Outbreak)
- 1995: Akte X – Die unheimlichen Fälle des FBI (The X-Files, Fernsehserie, Folge 3×05 Die Liste)
- 1995: Innocent Babysitter (The Babysitter)
- 1996: Dark Skies – Tödliche Bedrohung (Dark Skies, Fernsehserie)
- 1996: Sling Blade – Auf Messers Schneide (Sling Blade)
- 1996: Täter Unbekannt (Persons Unknown)
- 1996: Einsame Entscheidung (Executive Decision)
- 1997: Hope
- 1997: Breakdown
- 1998: Pleasantville – Zu schön, um wahr zu sein (Pleasantville)
- 1998: Verhandlungssache (The Negotiator)
- 1998: Das Todeskomplott (Hidden Agenda)